# Drimia cryptopoda
Drimia cryptopoda ist eine Pflanzenart der Gattung Drimia in der Familie der Spargelgewächse (Asparagaceae). Das Artepitheton cryptopoda leitet sich von den griechischen Worten kryptos für ‚verborgen‘ sowie podos für ‚Fuß‘ ab und verweist auf die unterirdischen Zwiebeln.

## Beschreibung
Drimia cryptopoda ist ein zwergiger, kahler Geophyt. Er wächst mit unterirdischen, kugelförmigen Zwiebeln, die einen Durchmesser von 2 bis 3 Zentimeter aufweisen. Die äußeren Zwiebelschuppen sind fleischig und grün. Die sechs bis zehn, aufsteigenden, linealisch-lanzettlichen Laubblätter sind zur Blütezeit vorhanden und bilden eine basale Rosette. Sie sind dann 6 Zentimeter lang und 1 Zentimeter breit. Nach der Blütezeit sind sie bis zu 25 Zentimeter lang und 1 Zentimeter breit. Die dunkelgrünen Blätter sind etwas fleischig und glänzend.
Der aufrechte Blütenstand erreicht eine Länge von bis zu 5 Zentimeter und ist sitzend oder 5 Zentimeter lang gestielt. Die dicht gestellten, aufsteigend-ausgebreiteten Blüten sind fast sitzend. Die weiße und rosafarbene Blütenhülle ist etwa 7 Millimeter lang. Ihre freien länglichen Zipfel weisen eine Länge von 2,5 Millimeter auf und sind 1,5 Millimeter breit. Die Staubblätter sind in der Mitte der kurzen Perigonröhre angeheftet. Die Staubfäden sind fadenförmig, der Fruchtknoten eiförmig und der Griffel zylindrisch.
Die dreikantigen, fast kugelförmigen Früchte sind 4 Millimeter lang und 4,5 Millimeter breit. Sie enthalten unregelmäßig kantige, schwarze Samen.

## Systematik und Verbreitung
Drimia cryptopoda ist auf Madagaskar im Ankaratra-Massiv zwischen Gräsern in Höhenlagen von etwa 1800 Metern verbreitet.
Die Erstbeschreibung als Hyacinthus cryptopodus durch John Gilbert Baker wurde 1883 veröffentlicht. Martin Pfosser, Wolfgang Wetschnig und Franz Speta stellten die Art 2006 in die Gattung Drimia.
Ein Synonym ist Ledebouria cryptopoda (Baker) J.C.Manning & Goldblatt (2004).

## Nachweise